# Blue Sunshine
Blue Sunshine is een Amerikaanse thriller uit 1978.

## Rolverdeling
| Acteur          | Personage      |
| --------------- | -------------- |
| Zalman King     |                |
| Mark Goddard    |                |
| Brion James     |                |
| Robert Walden   | David Blume    |
| Charles Siebert |                |
| Alice Ghostley  |                |
| Jeffrey Druce   |                |
| Bill Sorrells   |                |
| Stefan Gierasch |                |
| Deborah Winters | Alicia Sweeney |
| Adriana Shaw    |                |